# Федеральный профсоюз авиационных диспетчеров России
Федеральный профсоюз авиационных диспетчеров России (ФПАД России) — общероссийский профсоюз авиационных диспетчеров. Входит в Федерацию профсоюзов России.

## Краткая история
Впервые авиадиспетчеры собрались на совещание, посвященное проблемам социальной защиты представителей этой профессии, 1 ноября 1988 года. Через несколько месяцев, 5 апреля 1989 года состоялся учредительный съезд Всесоюзной ассоциации авиационных диспетчеров (ВААД). На втором съезде ВААД в октябре 1990 года Ассоциация была преобразована в Федерацию профсоюзов авиационных диспетчеров СССР (ФПАД СССР). Профсоюз занимался вопросами пенсий, отпусков, рабочего времени. Организация активно выступала за повышение заработной платы и улучшение социального обеспечения авиадиспетчеров. При этом, не раз прибегала к угрозе всеобщей забастовки авиадиспетчеров, — в частности, весной 1990 и весной и летом 1991 годов, — в результате чего требования ВААД и ФПАД были частично удовлетворены.
В ноябре 1991 года была учреждена Федерация профсоюзов авиационных диспетчеров России (ФПАД России). Исполнение обязанностей Исполкома ФПАД России было возложено на Исполком ФПАД СССР. Вместе с тем, в этот период большинство функций общесоюзной организации переходит к республиканским профсоюзам авиадиспетчеров и общесоюзная структура к концу 1991 — началу 1992 года фактически перестает существовать. В этот период фактически дублировались должности президента ФПАД России, которую занимал Сергей Евсюков, и президента ФПАД СССР, которую занимал Владимир Конусенко.
В феврале 1992 года ФПАД России объявил предзабастовочное состояние в связи с невыполнением Правительством России взятых на себя обязательств по созданию Комитета по использованию воздушного пространства и управлению воздушным движением при председателе Правительства России, включению представителя ФПАД в Российскую трехстороннюю комиссию по регулированию социально-трудовых отношений (РТК), заключению тарифного соглашения и других пунктов. В результате переговоров с Правительством России удалось достичь ряда договоренностей, в том числе делегирования в РТК Владимира Конусенко. В мае 1992 года было подписано тарифное соглашение с Правительством и Департаментом воздушного транспорта Министерства транспорта России. В дальнейшем, ФПАД России объявлял предзабастовочное состояние, — в частности, летом и осенью 1992 года, — в связи с невыполнением Правительством условий подписанного тарифного соглашения.
В дальнейшем, ФПАД России также достаточно часто прибегал к забастовке как методу борьба за интересы работников. В частности, летом 1996 года о намерении провести совместную забастовку заявили сразу пять авиационных профсоюзов — ФПАД, Профсоюз летного состава, Профсоюз работников инженерно-авиационных служб, Профсоюз авиаработников радиолокации, радионавигации и связи России и Ассоциация летного состава России — Федерация свободных профсоюзов летного состава (АЛС — ФСПЛС). Причиной для таких действий стало затягивание подписания отраслевого соглашения на 1996—1997 годы. В результате, действие тарифного соглашения было продлено.
За период 1989 – 1997 годы Федерацией профсоюзов авиадиспетчеров под руководством Исполнительного комитета, основной рабочей силой которого были московские авиадиспетчеры: специалисты профессионального и международного отделов: Евгений Радченко (Быково), Валентин Карев (ШРМ), Дмитрий Моисеев (Внуково) и Николай Селезнев (ШРМ), вице-президенты: Владимир Бродулёв (Быково), Виталий Ковалёв (Быково), Юрий Глазов  (ЛИИ им. Громова), Валерий Ежов (ДМД), во главе с президентами ФПАД России: Сергеем Евсюковым (ДМД) и Владимиром Конусенко (ДМД), во взаимодействии с вице-президентами  из регионов (А. Майоров, В. Метляев, Ю. Фарисей), Центральным советом ФПАД России и профактивами местных ПАД  были «завоёваны» все основные, действующие по настоящее время социальные льготы и гарантии авиадиспетчеров.
К 1998 году Федерация добилась для авиадиспетчеров повышения заработной платы, 36-часовой рабочей недели и 60 дней отпуска в году. Однако в следующем, 1999 году, Государственная Дума России приняла поправку в Кодекс законов о труде (КЗОТ), запретившую диспетчерам бастовать. ФПАД пыталась оспорить поправку в Верховном суде, однако ничего не добилась. В связи с этим, авиадиспетчеры стали прибегать к другим методам воздействия на работодателей, в частности — голодовкам.
ФПАД принял участие в создании Конфедерации труда России (КТР) в апреле 1995 года. В создании КТР также принимали участие Российский профсоюз докеров, Российский профсоюз локомотивных бригад железнодорожников, Независимый профсоюз горняков России, Российский профсоюз моряков, АЛС — ФСПЛС и другие. В июле 1997 года бывший президент ФПАД Владимир Конусенко был избран президентом КТР и занимал этот пост до апреля 1998 года.
За период 1997 – 2000 годы Исполнительным комитетом под руководством президента ФПАД России В.Ежова, во взаимодействии с Центральным советом и выборными органами членских организаций ФПАД России, были проведены значительные преобразования в организационной,  правовой и профессиональной  составляющих деятельности профобъединения, в результате которых была осуществлена  централизация управления, повышен уровень правовой грамотности, профсоюзной дисциплины, оперативности и качества реализации принимаемых решений, а также значительно расширен круг, организаций поддерживающих и содействующих ФПАД России в достижении её целей деятельности.
Федерация совместно с КТР, Межрегиональным объединением рабочих профсоюзов «Защита труда» и Объединением профсоюзов России «Соцпроф» участвовала в 2001 году в кампании против принятия нового КЗОТа, поддержанного Правительством России и Федерацией независимых профсоюзов России (ФНПР). По мнению альтернативных ФНПР профсоюзных объединений, согласованный Правительством и ФНПР вариант КЗОТа запрещает забастовки, ограничивает права профсоюзов и фактически вводит неограниченную рабочую неделю. Они поддерживали вариант КЗОТ, разработанный одним из лидеров профсоюза «Защита труда» депутатом Государственной думы России Олегом Шеиным.
После восьмого съезда ФПАД России в октябре 2003 года и регистрации Устава ФПАД России в Министерстве юстиции, произошло переименование организации в Федеральный профсоюз авиационных диспетчеров России с сохранением старой аббревиатуры. В 2004 году ФПАД, объединение «Защита труда», а также ряд малых профсоюзов учредили Федерацию профсоюзов России (ФПР). Председателем ФПР на учредительном съезде был избран глава ФПАД Сергей Ковалев. В июле 2010 года было подписано Соглашение о сотрудничестве между ФПР и КТР. Как заявляли представители обоих профсоюзных федераций, конечной целью Соглашения является объединение КТР и ФПР в единое общероссийское объединение профсоюзов.
В мае 2011 года ФПАД России вошел в состав Конфедерации труда России. Лидер ФПР и ФПАД России Сергей Ковалев был избран генеральным секретарем КТР.
Ныне ФПАД ведёт кампанию за освобождение диспетчеров Романа Дунаева, Александра Круглова и Светланы Кривсун.

## Членство в российских и международных объединениях
ФПАД России входит в состав Конфедерации труда России, Федерации профсоюзов России, Общероссийского объединения профсоюзов гражданской авиации, Общероссийского объединения профсоюзов «Аэронавигация». Кроме того, профсоюз является членом Международной федерации транспортных рабочих (ITF) и Международной федерации ассоциаций авиадиспетчеров (IFATCA).

## Президенты
Всесоюзная ассоциация авиадиспетчеров и Федерация профсоюзов авиадиспетчеров СССР
- 1989—1990 годы — Евгений Игранов
- 1990 год — Сергей Евсюков (исполняющий обязанности президента ФПАД СССР)
- 1990—1992 годы — Владимир Конусенко

Федерация профсоюзов авиадиспетчеров России и Федеральный профсоюз авиадиспетчеров России
- 1991—1992 годы — Сергей Евсюков
- 1992—1997 годы — Владимир Конусенко
- 1997—2000 годы — Валерий Ежов
- 2000 год — Игорь Федосеев (исполняющий обязанности президента ФПАД России)
- С 2000 года — Сергей Ковалев

## Съезды
Всесоюзная ассоциация авиадиспетчеров и Федерация авиадиспетчеров СССР
- Учредительный съезд — 5 апреля 1989 года
- Второй съезд — 28—29 октября 1990 года

Федерация профсоюзов авиадиспетчеров России и Федеральный профсоюз авиадиспетчеров России
- Учредительный съезд — 1 ноября 1991 года
- Второй съезд — 28—29 октября 1992 года
- Третий съезд — 16—17 декабря 1994 года
- Четвёртый съезд — 22—23 января 1997 года
- Пятый съезд — 17—18 декабря 1998 года
- Шестой съезд — 18—19 ноября 1999 года
- Седьмой внеочередной съезд — данных нет
- Восьмой съезд — 17 октября 2003 года
- Девятый съезд — 24 октября 2007 года
- Десятый съезд — 20 октября 2011 года
- Одиннадцатый съезд — 20 октября 2015 года